# François Minard
François Minard, né le 5 mai 1902 à Pierrefitte-sur-Loire (Allier) et mort le 22 juin 1974 à Monétay-sur-Loire (Allier), est un homme politique français.

## Biographie
François Minard, maire de Monétay-sur-Loire, est conseiller général SFIO du canton de Dompierre-sur-Besbre de 1945 à 1967.
Il succède à Fernand Auberger, sénateur de l'Allier, dont il était le suppléant, à la mort de celui-ci.

## Détail des fonctions et des mandats
Mandat parlementaire
- 6 mars 1962 - 1er octobre 1962 : Sénateur de l'Allier